# Skäggklockkotinga
Skäggklockkotinga (Procnias averano) är en fågel i familjen kotingor inom ordningen tättingar.

## Utbredning och systematik
Skäggklockkotinga delas in i två underarter:
- Procnias averano averano – förekommer i nordöstra Brasilien (Maranhão och Piauí till Pernambuco och Alagoas)
- Procnias averano carnobarba – förekommer från nordöstra Colombia till norra Venezuela, västra Guyana och näraliggande Brasilien samt på Trinidad

## Status och hot
Arten har ett stort utbredningsområde, men tros minska i antal, dock inte tillräckligt kraftigt för att den ska betraktas som hotad. Internationella naturvårdsunionen IUCN listar arten som livskraftig (LC).

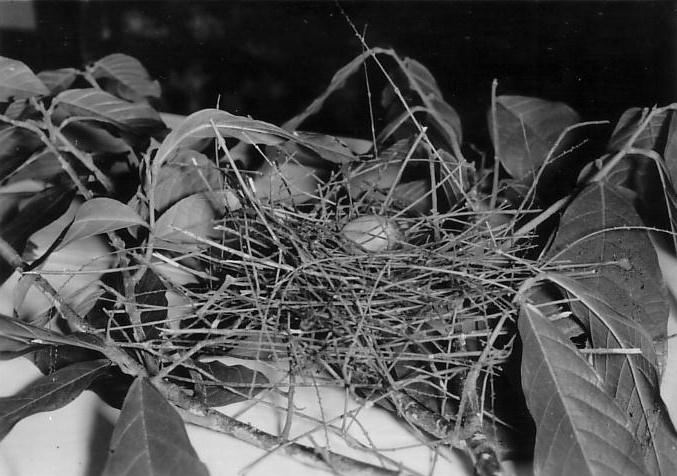